# Felipe de Neve
Felipe de Neve (* 1724 oder 1728 in Bailén, Andalusien, Spanien; † 1784 im Norden von Mexiko) war ein spanischer Kolonialgouverneur von Oberkalifornien.

## Lebenslauf
Das Geburtsjahr von Felipe de Neve wird in den Quellen einmal mit 1724 und dann mit 1728 angegeben. Er wurde in Andalusien geboren und wurde 1744 Kadett in den spanischen Streitkräften. Er diente zunächst in Kantabrien, Flandern, Mailand und Portugal. Im Jahr 1764 kam er in die spanischen Kolonien in Mittelamerika. Dort war er als Hauptmann in Querétaro und Zacatecas stationiert. Bis zum Jahr 1774 hatte er den Rang eines Oberstleutnants erreicht. Ein Jahr später wurde er Gouverneur von Niederkalifornien und von 1777 bis 1782 war er auch Gouverneur von Oberkalifornien. Dabei verlegte er den Sitz der Verwaltung in die neue Hauptstadt Monterey. Während seiner Zeit als Gouverneur wurden in Oberkalifornien einige neue Missionen und Städte gegründet. Die bedeutendste unter ihnen war Los Angeles. Dort war zunächst eine Mission entstanden. Nachdem diese sich etabliert hatte, schickte Gouverneur Felipe de Neve elf Familien, um das Land zu bebauen. Am 4. September 1781 wurde die Gemeinde Los Angeles mit 44 Siedlern auf dem Gebiet der Tongva-Ureinwohner gegründet. Während seiner Amtszeit als Gouverneur hatte de Neve, wie auch schon sein Vorgänger Fernando Rivera y Moncada, Probleme mit den Franziskanern und deren obersten Anführer Junípero Serra. Im Jahr 1781 führte der Gouverneur einen Rachefeldzug gegen die Apachen an, die am 18. Juli des gleichen Jahres seinen Amtsvorgänger Fernando Rivera und einige von dessen Begleitern überfallen und getötet hatten. Nach seiner Amtszeit als Gouverneur setzte de Neve seine militärische Laufbahn fort. Im Jahr 1783 wurde er Oberbefehlshaber der spanischen Streitkräfte in der sogenannten Provincias Internas. Das Gebiet umfasste den gesamten Norden Mexikos, einschließlich der Gebiete, die später an die USA fielen. Dieses Amt bekleidete er bis zu seinem Tod im Jahr 1784.